# Artesis Hogeschool Antwerpen

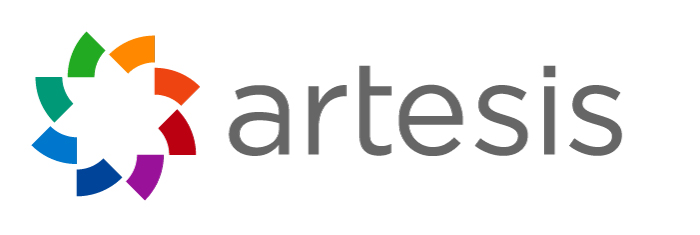
Das Logo der Artesis Hogeschool Antwerpen

Die Artesis Hogeschool Antwerpen (englisch Artesis University College of Antwerp; deutsch Artesis-Hochschule Antwerpen) ist eine autonome, niederländischsprachige Hochschule in der Provinz Antwerpen der belgischen Region Flandern.

## Lage

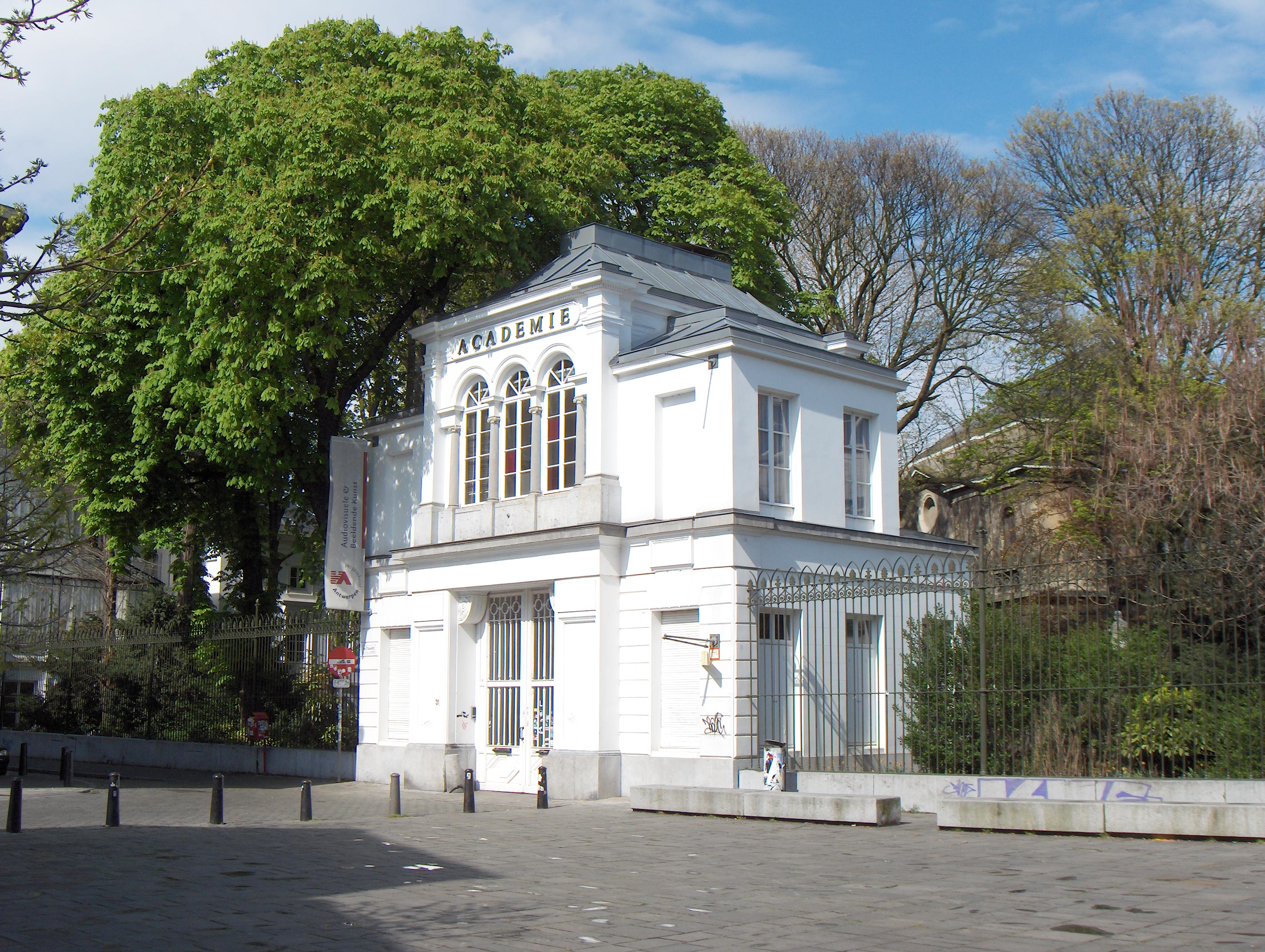
Die Koninklijke Academie voor Schone Kunsten (KASK) in Antwerpen

Der Verwaltungshauptsitz der Hochschule liegt in der Keizerstraat 15 in Antwerpen. Die Koninklijke Academie voor Schone Kunsten (KASK) befindet sich in der Mutsaardstraat und der Sitz des Königlichen Konservatoriums (Koninklijk Conservatorium) ist am Desguinlei 25 auf dem Campus Conservatorium am Wezenberg gelegen. Wie auch bei anderen Hochschulen in Flandern der Fall, so sind auch hier die Gebäude und Einrichtungen über das Stadtgebiet verteilt. Teilweise befinden sie sich sogar an anderen Orten der Provinz Antwerpen. So sind neben der Stadt Antwerpen selbst auch Einrichtungen im ebenfalls zu Antwerpen gehörenden Merksem, in der Stadt Lier (Ausbildung für Tanz), sowie in Mechelen und in Turnhout.

## Geschichte
Die Ursprünge der Hochschule gehen bis in die Mitte des 17. Jahrhunderts zurück. So konnte die Königliche Akademie der Schönen Künste von Antwerpen im Jahr 2013 ihren 350. Geburtstag feiern. Es erfolgten seit Ende des 19. Jahrhunderts weitere Gründungen, wie beispielsweise das Königlich Flämische Konservatorium, doch erst im Rahmen der flämischen Hochschulreform von 1995/96 wurde durch Zusammenlegung von verschiedenen, vorher unabhängigen Schulen die Hogeschool Antwerpen geschaffen.
Im Jahr 2007 umfasste die Hochschule insgesamt 16 ehemals unabhängige Einrichtungen. Darunter auch so bekannte wie das Herman Teirlinck Instituut, die Modeacademie, das Henry Van de Velde-instituut, das Koninklijk Conservatorium und die Dansacademie. Seit dem 15. September 2008 trägt die Hochschule durch den Zusatz Artesis ihren heutigen Namens. Im April 2011 wurden Pläne veröffentlicht, die eine Fusion mit der Plantijn Hogeschool vorsahen.
Die Hochschule zählt um die 7200 Studenten und über 800 Mitarbeiter.

## Abteilungen
Die Artesis Hogeschool Antwerpen gliedert sich in sieben Abteilungen (Departementen):
- Koninklijke Academie voor Schone Kunsten (KASK)
- Departement Bedrijfskunde, Lerarenopleiding en Sociaal werk
- Departement Koninklijk Conservatorium
- Departement Gezondheidszorg
- Departement Industriële Wetenschappen en Technologie
- Departement Ontwerpwetenschappen (=Productontwikkeling)
- Departement Vertalers en tolken

## Ausbildungen
- Architectuurwetenschappen (Architektur, Städtebau und Raumplanung, Denkmalschutz und Landschaftsplanung)
- Audiovisuele & Beeldende Kunst (AV und Bildende Kunst, Restaurierung)
- Gezondheidszorg (Pflege, Reha, Ergotherapie)
- Handelswetenschappen en Bedrijfskunde (Informatik, Büromanagement, Unternehmensführung)
- Industriële Wetenschappen & Technologie (Elektronik, ICT, Multimedia, Chemie, Baukunde)
- Muziek en Podiumkunsten (Musik und darstellende Kunst)
- Onderwijs (Lehrerausbildung: Primarstufe, Sekundarstufe)
- Productontwikkeling (Produktentwicklung)
- Sociaal-Agogisch Werk (Sozialarbeit)
- Toegepaste Taalkunde (Übersetzen und Dolmetschen)

## Abschlüsse
Die Ausbildungen (Bachelor en Master opleidingen) schließen mit einem Bachelor, Master bzw. Postgraduaat ab, jeweils abhängig vom gewählten Studiengang.

## Örtliche universitäre Zusammenarbeit
Zusammen mit der Universiteit Antwerpen, der Plantijn Hogeschool, der Karel de Grote-Hogeschool und der Hogere Zeevaartschool (Höhere Seefahrtsschule)  bildet die Artesis Hogeschool den Zusammenarbeitsverband AUHA (Associatie Universiteit en Hogescholen Antwerpen).

## Internationale Zusammenarbeit
Die Artesis Hogeschool arbeitet mit zahlreichen Hochschulen in Ländern wie Schweden, Finnland, Estland, Litauen, Island, Irland, UK, Niederlande, Schweiz, Italien und vielen weiteren Ländern im Süden und Osten Europas zusammen.
Allein in Deutschland unterhält die Artesis Hogeschool Kontakte zu folgenden Hochschulen:
- Hochschule für Musik Köln
- Folkwang Hochschule, Essen
- Musikhochschule Lübeck
- Hochschule für Musik und Theater Hannover
- Hochschule für Musik Franz Liszt Weimar
- Hochschule für Musik „Hanns Eisler“ Berlin
- Hochschule für Musik und Darstellende Kunst Frankfurt am Main
- Hochschule für Musik und Theater „Felix Mendelssohn Bartholdy“ Leipzig
- Hochschule für Musik Karlsruhe